# Курт, Эрнст
Эрнст Курт (нем. Ernst Kurth; 1 июня 1886, Вена — 2 августа 1946, Берн) — швейцарский теоретик музыки и музыкальный психолог австрийского происхождения.

## Краткая биография
Курт изучал музыковедение у Гвидо Адлера (Вена). В 1908 году получил докторскую степень за диссертацию о ранних операх Глюка (Der Stil der opera seria von Gluck bis zum Orfeo). В 1912 году Курт защитил профессорскую диссертацию (Habilitation) «Предпосылки теоретической гармонии» (Die Voraussetzungen der theoretischen Harmonik und der tonalen Darstellungssysteme; Берн). Этому предшествовала непродолжительная дирижёрская и педагогическая деятельность в инновационной школе в Тюрингии (Виккерсдорф). С 1920 — приват-доцент Бернского университета, с 1927 года руководитель научного семинара (там же).

## Обзор деятельности
В трудах Курта, посвященных связи музыкального феномена с психическими процессами,  обнаруживается влияние философии Шопенгауэра и современных ученому тенденций психологии. В «Основах линеарного контрапункта» (Grundlagen des linearen Kontrapunkts, 1917) Курт объясняет композиторскую технику Баха как результат энергетического «волнового движения» отдельных линий. При этом Курт развивает заимствованные из физики понятия потенциальной и кинетической энергии.
Следующая книга Курта — «Романтическая гармония и её кризис в "Тристане" Вагнера» (Romantische Harmonik und ihre Krise in Wagners Tristan, 1920) — посвящена гармонии XIX века и её истории, рассматриваемым с философско-психологической точки зрения.

## Сочинения
- Musikpsychologie. Berlin, 1931.
- Основы линеарного контрапункта. М., 1931.
- Романтическая гармония и её кризис в "Тристане" Вагнера. М., 1976.